# Gemeinsame Betriebskrankenkasse Köln
Die Gemeinsame Betriebskrankenkasse Köln (GBK Köln) war eine Betriebskrankenkasse mit Sitz in Köln.
Sie wurde bundesweit bekannt als eine der ersten Krankenkassen, die einen kassenindividuellen Zusatzbeitrag erheben musste. Ab Juli 2009 wurden monatlich 8,00 Euro Zusatzbeitrag von den Mitgliedern erhoben. Seit dem 20. Februar 2010 wurde rückwirkend zum 1. Januar 2010 1 % vom beitragspflichtigen Einkommen gefordert.
In eine finanzielle Schieflage geriet die GBK Köln, da in den Jahren 2005 und 2006 allein für zwei Patienten mit seltenen Krankheiten, u. a. Hämophilie, mehr als 14 Millionen Euro an Kosten entstanden. 2010 meldete die Krankenkasse Insolvenzgefahr.
Die GBK Köln ging durch eine Fusion am 1. Januar 2011 in der mhplus BKK auf.